# Biblioteca Pública del Estado de Bahía
La Biblioteca Pública do Estado da Bahia (siglas, BPEB, en español, Biblioteca Pública del Estado de Bahía), en San Salvador de Bahía, Brasil, popularmente llamada "Biblioteca Central dos Barris", por el barrio en que se sitúa, posee un fondo de cerca de 120.000 libros, incluyendo hemeroteca, dos salas de proyección cinematográfica, una sala de representaciones teatrales, una galería de arte, biblioteca infantil y un restaurante. Además cuenta con sección de obras raras, braille, y audiovisual. Fue fundada en 1811, y ha tenido varias sedes, algunas destruidas por graves incendios. Su ubicación en la actualidad, se halla en la calle General Labatut, y fue inaugurada en 1970.